# Outboard Marine Corporation

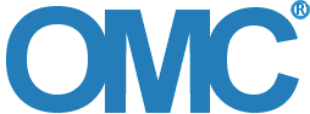
Logo de L'OMC, l'Outboard Marine Corporation

L'Outboard Marine Corporation (OMC) est un fabricant américain de moteurs hors-bord.

## Histoire
C'est notamment la maison-mère d'Evinrude Outboard Motors, de Johnson Outboards et de Gale Outboard Motors.
Fondée en 1907 à Milwaukee, dans le Wisconsin, OMC est basée à Waukegan, en Illinois.
En 1990, OMC prend possession de la totalité de la participation dans Altra Marine et devient par le fait même propriétaire de Princecraft.
OMC a déposé le bilan en 2000 et une partie des marques est désormais reprise par Bombardier Produits récréatifs.

OMC licencie 7000 employés.